# شيغيلة فلكسنرية النمط الرابع
شيغيلة فلكسنرية النمط الرابع (بالإنجليزية: Shigella flexneri serotype 4)‏ هي نمط بكتيري من أنماط الشيغيلة الفلكسنرية ضمن شعبة المتقلبات.